# Gortnahoe
Gortnahoe är en ort i republiken Irland.   Den ligger i provinsen Munster, i den centrala delen av landet, 120 km sydväst om huvudstaden Dublin. Gortnahoe ligger 140 meter över havet och antalet invånare är 304.
Terrängen runt Gortnahoe är huvudsakligen platt, men österut är den kuperad. Runt Gortnahoe är det glesbefolkat, med 19 invånare per kvadratkilometer. Närmaste större samhälle är Thurles, 13,7 km väster om Gortnahoe. Trakten runt Gortnahoe består i huvudsak av gräsmarker.